# Velká cena Intervize 1979

Účast v soutěži:
Země, které se zúčastnily v roce 1979
Země, které se zúčastnily v minulosti, ale ne v roce 1979

Velká cena Intervize 1979 byl sedmý ročník mezinárodní hudební soutěže Intervize. Pořádala se v Lesní opeře v Sopotech v Polsku od 22. do 25. srpna 1979.

## Zúčastněné země
V tomto ročníku soutěže vystoupilo třináct zemí.
| Pořadí | Země             | Jazyk         | Interpret                                                          | Píseň                                            | Body | Místo |
| ------ | ---------------- | ------------- | ------------------------------------------------------------------ | ------------------------------------------------ | ---- | ----- |
| 01     | Belgie           | Francouzština | Pierre Rapsat                                                      | ?                                                | 17   | 10    |
| 02     | Portugalsko      | Portugalština | Gabriela Schaaf                                                    | Eu só quero (Prostě chci)                        | 6    | 12    |
| 03     | Bulharsko        | Bulharština   | Stefka Berova a Jordan Marčinkov (Стефка Берова, Йордан Марчинков) | ?                                                | 17   | 10    |
| 04     | Rumunsko         | Rumunština    | Mirabela Dauer                                                     | Darul copiilor (Dětský dar)                      | 23   | 8     |
| 05     | Československo   | Čeština       | Lenka Filipová                                                     | Vyjdi ven                                        | 38   | 6     |
| 06     | Maďarsko         | Maďarština    | Zsuzsa Cserháti                                                    | Különös szilveszter (Podivuhodný Silvestr)       | 62   | 3     |
| 07     | Finsko           | Finština      | Ritva Oksanen                                                      | Tuulessa soitto sousi (Zvonění zaznělo ve větru) | 21   | 9     |
| 08     | Sovětský svaz    | Ruština       | Jaak Joala (Яак Йоала)                                             | Подберу музыку (Vyberu hudbu)                    | 56   | 4     |
| 09     | Španělsko        | Španělština   | Red de San Luis                                                    | Toros en México (Býci v Mexiku)                  | 66   | 2     |
| 10     | Východní Německo | Němčina       | Michael Hansen a Nancies                                           | Sommer, komm wieder (Léto, vrať se)              | 38   | 5     |
| 11     | Kuba             | Španělština   | Annia Linares                                                      | Remedio (Lék/Řešení)                             | 13   | 11    |
| 12     | Polsko           | Polština      | Czesław Niemen                                                     | Nim przyjdzie wiosna (Než přijde jaro)           | 82   | 1     |
| 13     | Maroko           | ?             | Chems                                                              | ?                                                | 25   | 7     |

## Hlasování
| Hlasy jednotlivých států | Hlasy jednotlivých států | Hlasy jednotlivých států | Hlasy jednotlivých států | Hlasy jednotlivých států | Hlasy jednotlivých států | Hlasy jednotlivých států | Hlasy jednotlivých států | Hlasy jednotlivých států | Hlasy jednotlivých států | Hlasy jednotlivých států |
|                          | Hlasující státy:         | Celkem                   | Bulharsko                | Polsko                   | Československo           | Finsko                   | Rumunsko                 | Východní Německo         | Maďarsko                 | Sovětský svaz            |
| ------------------------ | ------------------------ | ------------------------ | ------------------------ | ------------------------ | ------------------------ | ------------------------ | ------------------------ | ------------------------ | ------------------------ | ------------------------ |
| Vystupující státy:       | Belgie                   | 17                       | –                        | 3                        | 3                        | 4                        | 2                        | 3                        | 2                        | –                        |
| Vystupující státy:       | Portugalsko              | 6                        | 1                        | –                        | –                        | –                        | –                        | –                        | 1                        | 3                        |
| Vystupující státy:       | Bulharsko                | 17                       | 12                       | –                        | –                        | 0                        | 5                        | 0                        | –                        | –                        |
| Vystupující státy:       | Rumunsko                 | 23                       | 5                        | –                        | 1                        | –                        | 12                       | –                        | 6                        | 0                        |
| Vystupující státy:       | Československo           | 38                       | –                        | 6                        | 12                       | 5                        | 0                        | 5                        | 4                        | 6                        |
| Vystupující státy:       | Maďarsko                 | 62                       | 7                        | 8                        | 2                        | 7                        | 7                        | 7                        | 12                       | 7                        |
| Vystupující státy:       | Finsko                   | 21                       | –                        | 4                        | 2                        | 12                       | –                        | 2                        | –                        | 1                        |
| Vystupující státy:       | Sovětský svaz            | 56                       | 6                        | 7                        | 6                        | 6                        | 6                        | 6                        | 7                        | 12                       |
| Vystupující státy:       | Španělsko                | 66                       | 8                        | 10                       | 8                        | 8                        | 8                        | 8                        | 8                        | 8                        |
| Vystupující státy:       | Východní Německo         | 38                       | 4                        | 5                        | 5                        | 3                        | 1                        | 12                       | 3                        | 5                        |
| Vystupující státy:       | Kuba                     | 13                       | 3                        | 1                        | –                        | 1                        | 3                        | 1                        | –                        | 4                        |
| Vystupující státy:       | Polsko                   | 82                       | 10                       | 12                       | 10                       | 10                       | 10                       | 10                       | 10                       | 10                       |
| Vystupující státy:       | Maroko                   | 25                       | 2                        | 2                        | 4                        | 2                        | 4                        | 4                        | 5                        | 2                        |